# Villa Lanna
Pour les articles homonymes, voir Lanna (homonymie).
La villa Lanna est un bâtiment historique de style Néo-Renaissance, située dans le quartier résidentiel de Bubeneč à Prague, en Tchéquie. C'est une propriété de l'Académie tchèque des Sciences qui est utilisée à des fins de représentation pour l'institution, mais aussi d'hébergement.

## Histoire
La Villa Lanna a été construite en 1872 par l'industriel, entrepreneur et collectionneur d'art Vojtěch Lanna pour être sa résidence d'été. Elle est décorée de fresques peintes par Viktor Barvitius sur la base de dessins de Josef Mánes. Viktor Barvitius est également l'auteur des fresques à l'intérieur,.
La villa est située dans le district Bubeneč de Prague, non loin du parc Stromovka.

## Le bâtiment
Le rez de chaussée est composé d'un hall d'accueil avec une réception, d'un bureau et de deux salles avec de riches peintures murales. La plus petite salle, à l'origine, était la salle de billard, pouvant accueillir des cérémonies ou des dîners. La plus grande salle, avec l'option d'une terrasse extérieure, est adaptée pour la tenue de séminaires, conférences, banquets, mariages et fêtes de famille.
Le premier étage se compose d'un salon avec une terrasse offrant une vue sur le jardin. Une tour récemment reconstruite  offre une vue sur les alentours, mais aussi sur le Zoo de Prague ou le Château de Troja avec ses vignobles.

## Hébergement
Il est possible de choisir diverses options de logement. Il y a 7 chambres au 1er étage. En 2000, la capacité d'hébergement a été augmentée de 17 chambres avec l'ajout de deux bâtiments distincts sur le terrain.  Toutes les chambres sont équipées d'une télévision par satellite, d'un réfrigérateur, d'un téléphone et d'une connexion wi-fi ou une connexion par câble.